# Muhlis Tayfur
Muhlis Tayfur (Erzurum, Turquía, 1922-2008) fue un deportista turco especialista en lucha grecorromana donde llegó a ser subcampeón olímpico en Londres 1948.

## Carrera deportiva
En los Juegos Olímpicos de 1948 celebrados en Londres ganó la medalla de plata en lucha grecorromana estilo peso medio, tras el luchador sueco Axel Grönberg (oro) y por delante del italiano Ercole Gallegati (bronce).